# Veličko Čolakov
Veličko Aleksiev Čolakov (in bulgaro Величко Алексиев Чолаков?; Smoljan, 12 gennaio 1982 – Smoljan, 20 agosto 2017) è stato un sollevatore bulgaro che ha gareggiato nella categoria dei pesi supermassimi (oltre 105 kg.), giungendo sul podio olimpico, mondiale ed europeo.

## Biografia
Nel 2003 Čolakov ha vinto la medaglia d'argento ai campionati mondiali di Vancouver sollevando 447,5 kg. nel totale, battuto dall'iraniano Hossein Rezazadeh (457,5 kg.), all'epoca campione olimpico in carica.
L'anno successivo ha dapprima vinto la medaglia d'oro ai campionati europei di Kiev con 445 kg. nel totale, qualche mese dopo ha preso parte alle Olimpiadi di Atene 2004, vincendo la medaglia di bronzo con 447,5 kg. nel totale, la prima medaglia olimpica della storia nella categoria dei pesi supermassimi per la Bulgaria, terminando alle spalle di Rezazadeh (473,5 kg.) e del lettone Viktors Ščerbatihs (455 kg.).
Nel 2006 ha vinto la medaglia d'argento ai campionati europei di Władysławowo con 434 kg. nel totale, battuto da Ščerbatihs (445 kg.), a seguito della squalifica del vincitore originario dell'argento, l'armeno Ashot Danielyan, risultato positivo al doping e squalificato a vita in quanto recidivo, con la medaglia d'argento riassegnata a Čolakov, 3º classificato al termine della competizione.
Čolakov è risultato a sua volta positivo ad uno steroide nel 2008 a seguito di un test fuori competizione, insieme ad altri dieci sollevatori bulgari, pertanto la federazione bulgara di sollevamento pesi, per lo scandalo subito, ha rinunciato con tutta la sua squadra nazionale alla partecipazione alle Olimpiadi di Pechino 2008.
Rientrato alle gare dopo una squalifica di quattro anni, avrebbe dovuto gareggiare per l'Azerbaigian alle Olimpiadi di Londra 2012, ma si è ritirato prima della competizione a causa di un infortunio ad un polso.
Si è ritirato definitivamente nel 2015, dedicandosi all'attività di allenatore di sollevamento pesi nella sua città natale.
È deceduto improvvisamente il 20 agosto 2017 a causa di problemi cardiaci di cui era già affetto.